# École normale supérieure
A párizsi École normale supérieure (Normale Sup, Normale, ENS, ENS-Paris, ENS-Ulm vagy Ulm) az egyik legrangosabb francia felsőoktatási intézmény (grande école).
A központi campus az Ulm utcában van, Párizs 5. kerületében. Egyéb campusai a Boulevard Jourdanon (Párizs) és Montrouge külvárosban találhatóak, valamint van egy biológiai létesítménye a Foljuifban.
Két másik école normale supérieure működik még ezen kívül Franciaországban:
- École normale supérieure de Lyon (ENS-Lyon; természettudományok)
- École normale supérieure de Cachan (ENS-Cachan; elméleti és alkalmazott tudományok, szociológia, közgazdaságtan és idegennyelvek)

Ezek együtt alkotják a nem hivatalos ENS-csoportot. A többitől való megkülönböztetésül szokták a párizsi intézményt ENS-Paris vagy ENS-Ulm néven emlegetni.